# Medibank International 2008
Il Medibank International 2008 è stato un torneo di tennis giocato sul cemento. È stata la 116ª edizione del Medibank International(o Medibank International Sydney), che fa parte della categoria International Series nell'ambito dell'ATP Tour 2008 e della categoria Tier II nell'ambito del WTA Tour 2008. Sia il torneo maschile che quello femminile si sono giocati al NSW Tennis Centre di Sydney di Australia dal 6 al 12 gennaio 2008.

## Partecipanti ATP

### Teste di serie
| Nazionalità | Giocatore          | Ranking | Testa di serie |
| ----------- | ------------------ | ------- | -------------- |
| Francia     | Richard Gasquet    | 8       | 1              |
| Spagna      | Tommy Robredo      | 11      | 2              |
| Stati Uniti | James Blake        | 13      | 3              |
| Rep. Ceca   | Tomáš Berdych      | 14      | 4              |
| Spagna      | Carlos Moyá        | 18      | 5              |
| Australia   | Lleyton Hewitt     | 21      | 6              |
| Francia     | Paul Henri Mathieu | 25      | 7              |
| Spagna      | Fernando Verdasco  | 27      | 8              |

## Campioni

### Singolare maschile
Dmitrij Tursunov ha battuto in finale  Chris Guccione con il punteggio di 7–6(3), 7–6(4).

### Singolare femminile
Justine Henin ha battuto in finale  Svetlana Kuznecova con il punteggio di 4–6, 6–2, 6–4.

### Doppio maschile
Richard Gasquet /  Jo-Wilfried Tsonga hanno battuto in finale  Bob Bryan /  Mike Bryan con il punteggio di 4–6, 6–4, [11–9].

### Doppio femminile
Zi Yan /  Jie Zheng hanno battuto in finale  Tetjana Perebyjnis /  Tat'jana Puček,  6–4, 7–6(5).